# Багнелл (Міссурі)
Багнелл (англ. Bagnell) — місто (англ. city) в США, в окрузі Міллер штату Міссурі. Населення — 43 особи (2020).

## Географія
Багнелл розташований за координатами 38°13′47″ пн. ш. 92°36′15″ зх. д. / 38.22972° пн. ш. 92.60417° зх. д. (38.229834, -92.604219).  За даними Бюро перепису населення США в 2010 році місто мало площу 1,55 км², з яких 1,22 км² — суходіл та 0,33 км² — водойми.

## Демографія
Згідно з переписом 2010 року, у місті мешкали 93 особи в 43 домогосподарствах у складі 24 родин. Густота населення становила 60 осіб/км².  Було 60 помешкань (39/км²).
Расовий склад населення:
| - 94,6 % — білих |

До двох чи більше рас належало 5,4 %. Частка іспаномовних становила 0,0 % від усіх жителів.
За віковим діапазоном населення розподілялося таким чином: 23,7 % — особи молодші 18 років, 69,8 % — особи у віці 18—64 років, 6,5 % — особи у віці 65 років та старші. Медіана віку мешканця становила 42,3 року. На 100 осіб жіночої статі у місті припадало 97,9 чоловіків;  на 100 жінок у віці від 18 років та старших — 91,9 чоловіків також старших 18 років.
Середній дохід на одне домашнє господарство  становив 20 848 доларів США (медіана — 20 417), а середній дохід на одну сім'ю — 27 950 доларів (медіана — 23 750). За межею бідності перебувало 40,4 % осіб, у тому числі 60,0 % дітей у віці до 18 років та 35,7 % осіб у віці 65 років та старших.
Цивільне працевлаштоване населення становило 19 осіб. Основні галузі зайнятості: роздрібна торгівля — 31,6 %, мистецтво, розваги та відпочинок — 31,6 %, виробництво — 10,5 %, освіта, охорона здоров'я та соціальна допомога — 10,5 %.